# 오다큐 전철 5000형 전동차 (2019년 도입)

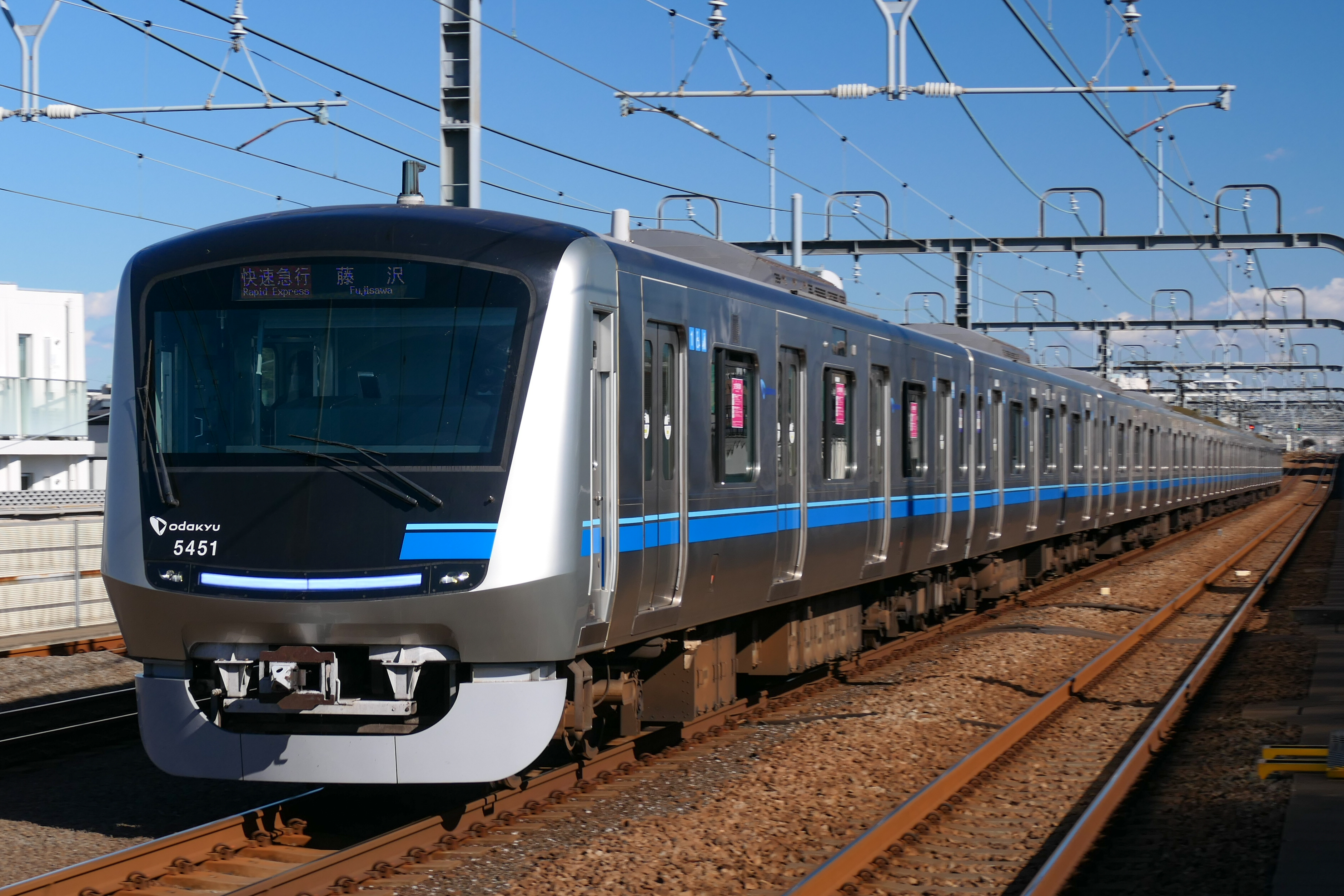
2021년 11월 5000형 열차

오다큐 5000형(小田急5000形)은 오다큐 전철이 2020년 3월 26일부터 일본에서 운영하고 있는 통근용 전기 동력분산식 열차(EMU) 유형이다.

## 편성
열차는 한 편성당 10량으로 다음과 같이 편성된다.
| 차량 번호   | 1         | 2         | 3         | 4         | 5         | 6         | 7         | 8         | 9         | 10        |
| ----------- | --------- | --------- | --------- | --------- | --------- | --------- | --------- | --------- | --------- | --------- |
| 제정        | Tc1       | M1        | M2        | T1        | T2        | M3        | M4        | T3        | M5        | Tc2       |
| 번호        | KuHa 5050 | DeHa 5000 | DeHa 5100 | SaHa 5150 | SaHa 5250 | DeHa 5200 | DeHa 5300 | DeHa 5350 | DeHa 5400 | KuHa 5450 |
| 수용량 (총) | 144       | 155       | 155       | 155       | 155       | 155       | 155       | 155       | 155       | 144       |

M5를 제외한 모든 동력차에는 한 개의 단일 암 집전장치가 있다.

## 내부
좌석은 롱시트 형태로 구성된다. 내부에는 따뜻한 색감, 나무 바닥, 공기 청정기, LED 조명, 보안 카메라 및 휠체어 공간도 갖추고 있다.

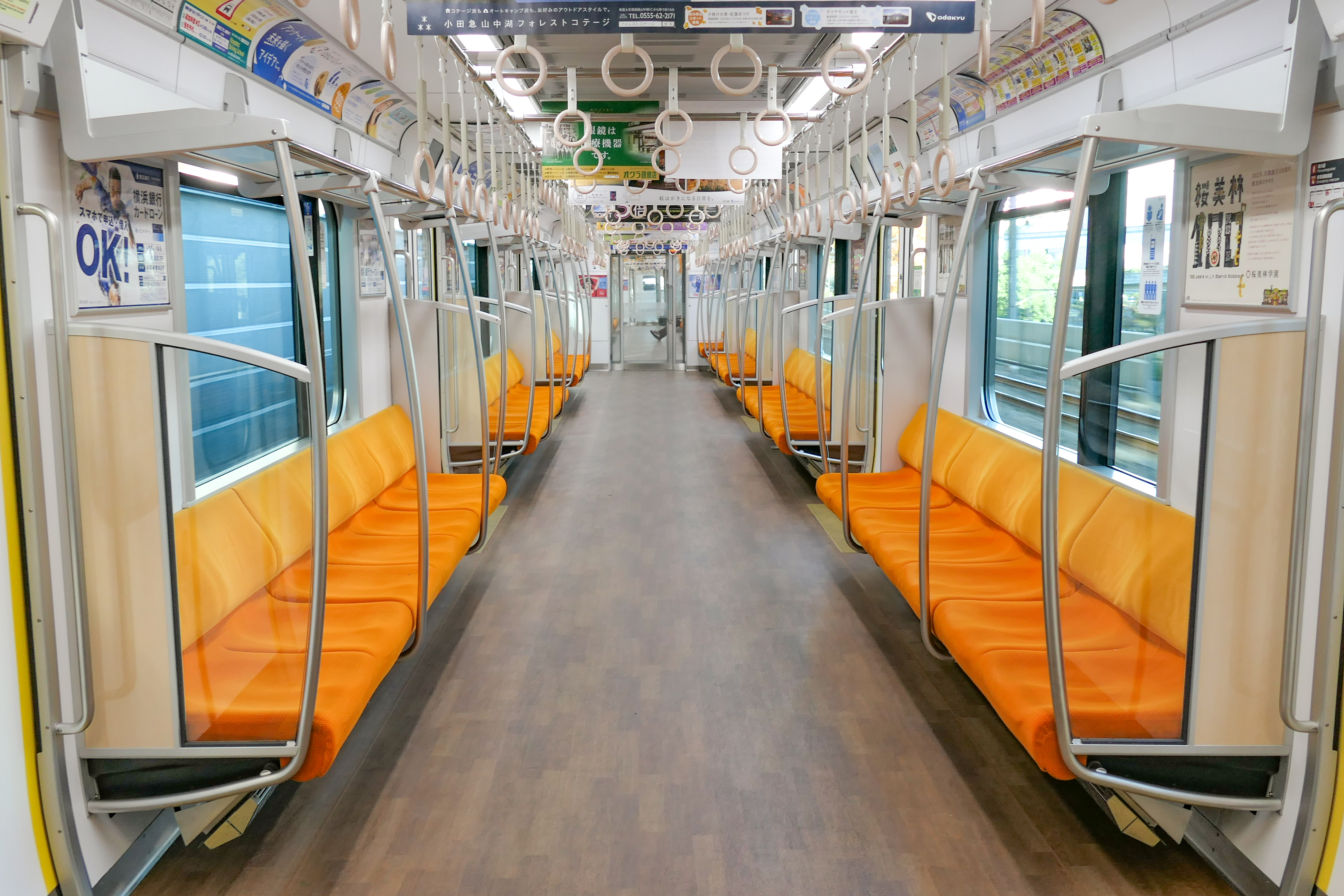
일반 내부 모습
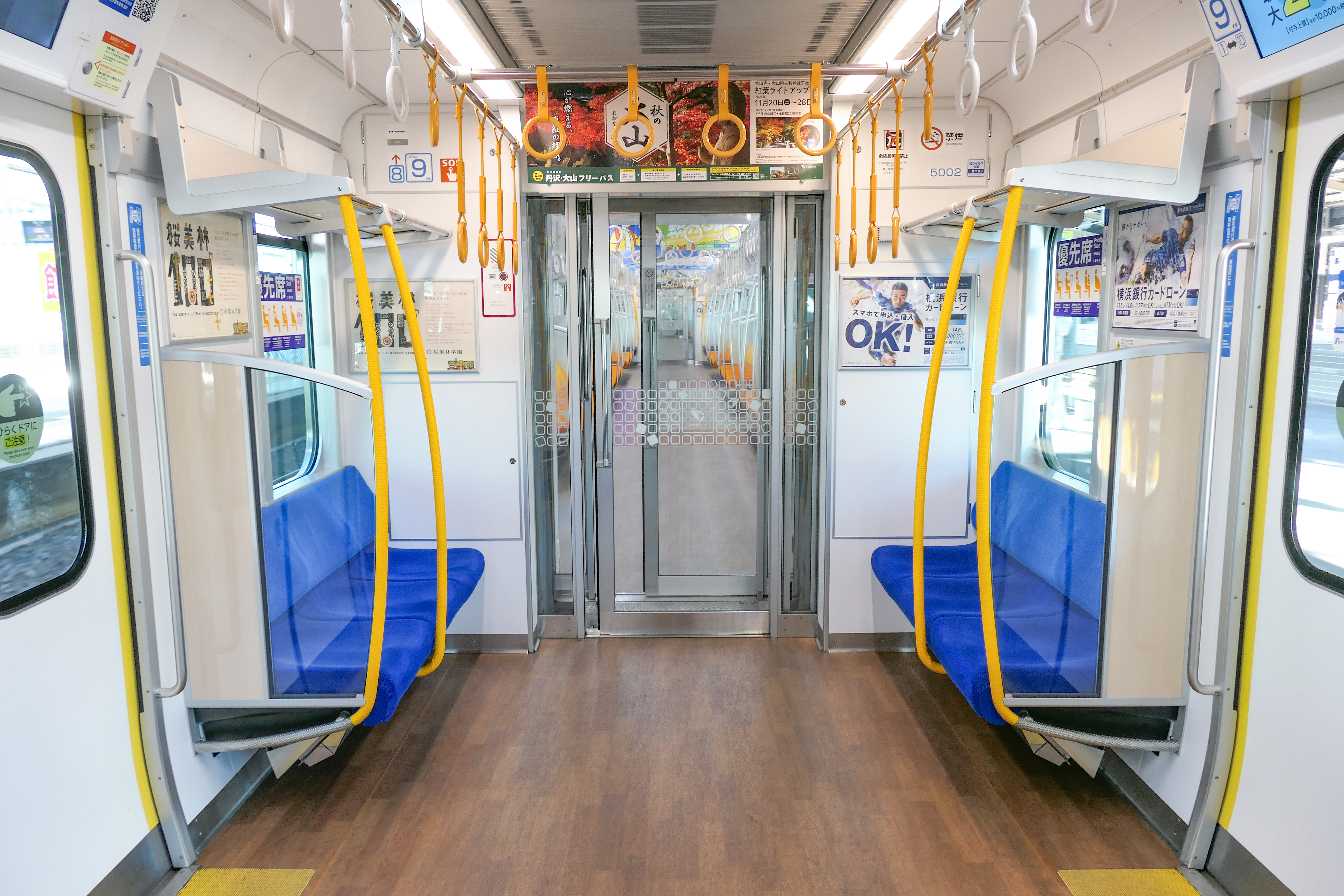
우선석
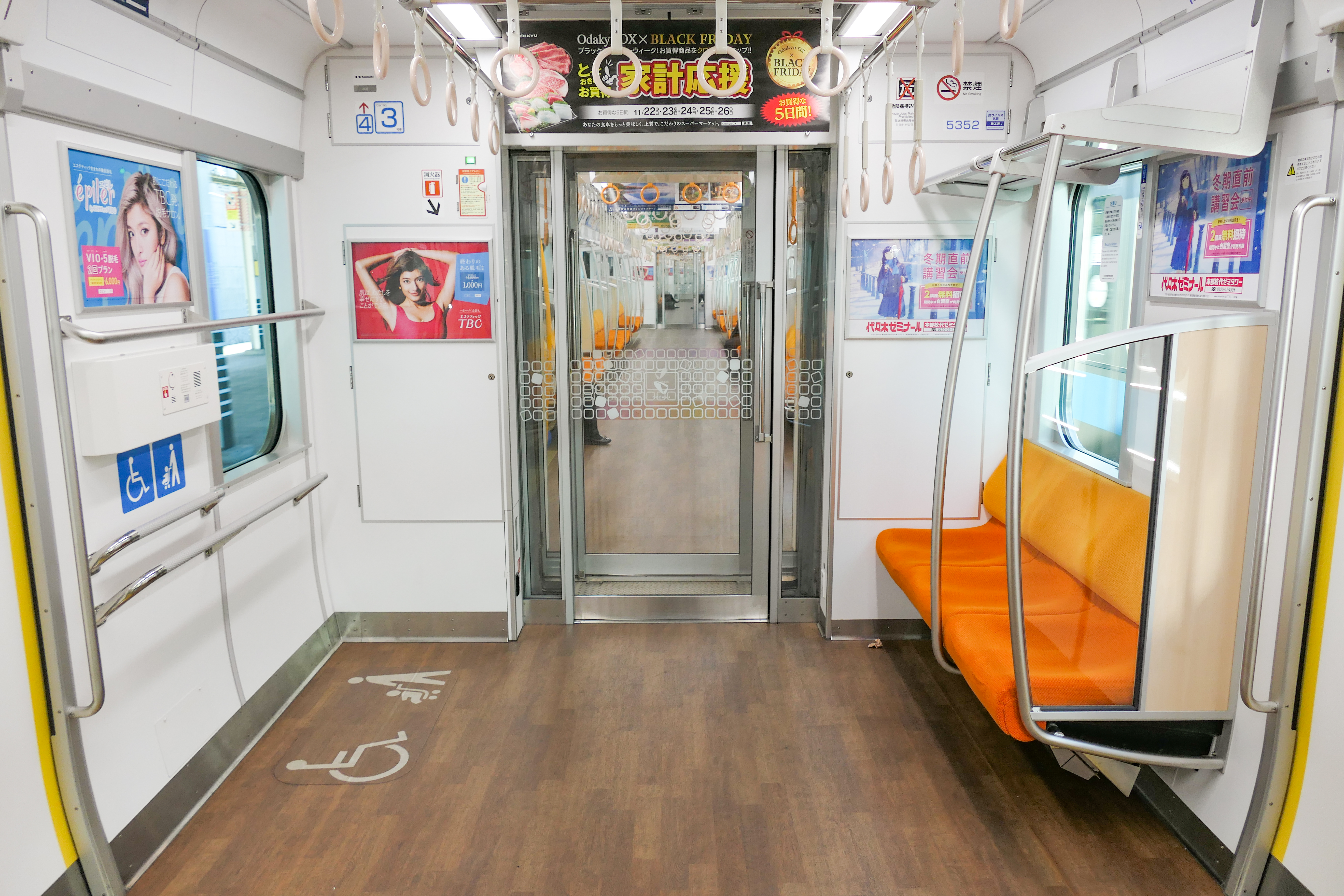
휠체어 공간
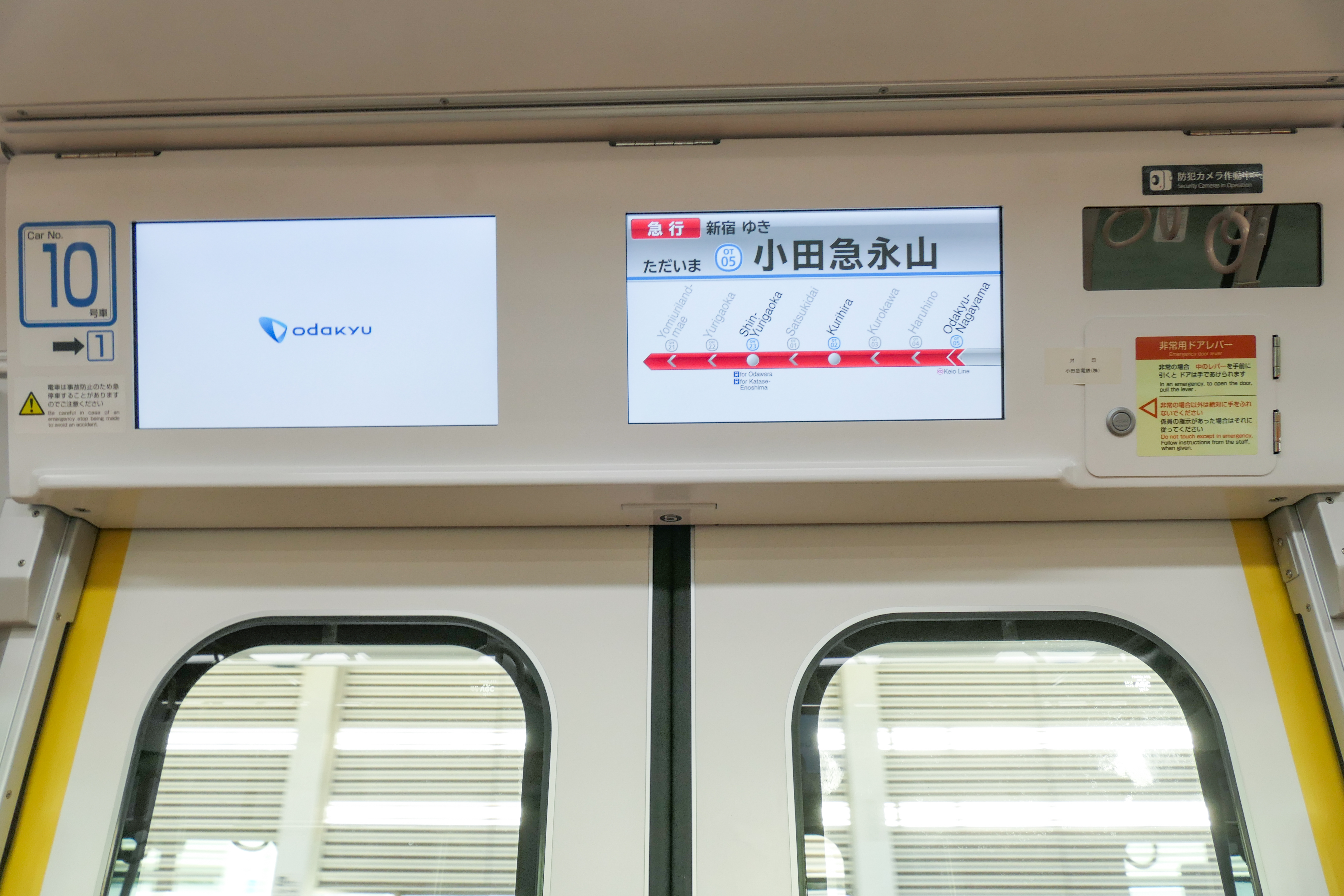
LCD 승객 정보 디스플레이

## 기술 사양
열차는 탄화 규소–가변 전압 가변 주파수 제어 기술을 사용한다. 보기는 닛폰차량제조에서 제작되었다.

## 역사
오다큐는 2019년 4월 26일 열차의 초기 세부 사항을 발표했다. 5개 편성은 가와사키 중공업에서, 2개 편성은 종합차량제작소에서, 3개 편성은 닛폰차량제조에서 제작되었다. 첫 번째 열차는 2019년 11월 11일 언론에 공개되었다. 이 열차는 2020년 3월 26일에 운행을 시작했다.
오다큐 전철의 2022년 설비 투자 계획에 따라 3개 편성으로 구성된 추가 물량이 건설될 예정이다. 새로운 열차 편성은 세 대의 구형 오다큐 전철 1000형 전동차 편성을 대체할 예정이다.